# Христианская нубийская живопись
Христианская нубийская живопись — стенописи из Нубии, датируемые периодом между VI и XIV веками и представляющие христианскую иконографию.

## Протяжённость и хронология

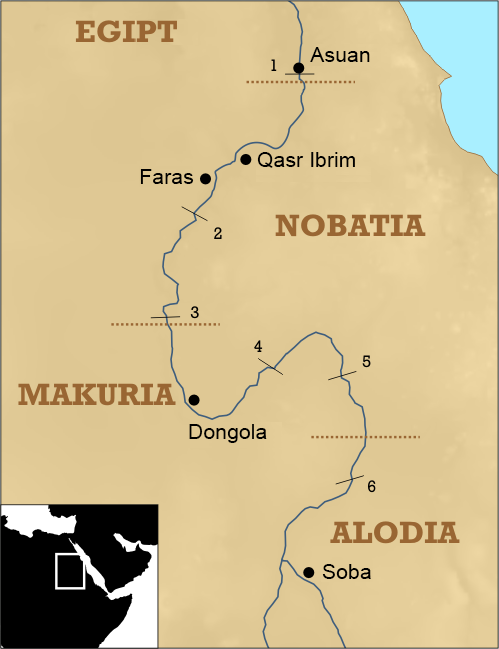
Расположение археологических объектов, где были найдены картины, представляющие христианскую нубийскую живопись

Письменные документы и археологические свидетельства подтверждают процесс постепенного проникновения христианства на земли к югу от I порога Нила уже около III и IV веков. Но царство Мукурра приняло крещение только в середине VI века из рук византийских миссионеров. По словам Стефана Якобельского, крещение могло состояться около 570 года, и сделал это мелькитский миссионер, посланный Юстинианом Великим. Сто лет спустя Мукурра объединилась с граничащей с ней на севере Нобатией. Цари Алвы — территории, расположенной к югу от Мукурры — были крещены в конце VI века. Христианизация, осуществляемая Византией, была описана Прокопием Кесарийским и Иоанном Эфесским. В период с VI—VII до XIV века (то есть до арабского завоевания) в этом регионе преобладало христианство и связанные с ними формы искусства.
Искусство и архитектура Нубии делятся традиционно на три периода:
1. Ранний (VII—IX века),
2. Классический (IX—XII века), когда наступил отход от манеры раннего периода, а также расцвет живописи и больше в ней свободы[4]. В этот период в живописи появились обширные иконографические программы, византийские образцы были обработаны так, что возник местный характер искусства. В конце периода появилось стремление к синтезу и упрощению форм, а также видно вдохновение искусством арабским — в основном в богатых орнаментах.
3. Поздний (XIII—XIV века) — этот период характеризуется отсутствием ранних теологических циклов обработки изображений, простыми композициями с иерархической системой, плоской и диффузной текстурой, орнамент появлялся спорадически.

Другой тип категоризации нубийского искусства возник на основе изучения картин собора в Фарасе. Эта категоризация была создана в целях определения хронологии археологических объектов на основе доминирующих цветов в живописи. Здесь выделяются:
1. Фиолетовый стиль[5] (VIII век) — примером может служить стенопись с изображением Святой Анны,
2. Жёлто-красный стиль (первая половина X века) — представителем является изображение архангела Михаила,
3. Разноцветный стиль (конец X и начало XI века) — примером служат стенопись Епископ Марианос под защитой Христа и Божией Матери и другие изображения епископов Фараса[2].

Христианская нубийская живопись неотделима от архитектуры. Стенопись была обнаружена в основном в религиозных зданиях и церквях в районе Мукурры и Нобатии (памятников из Алвы очень мало) на местах археологических раскопок в Фарасе, Старый Донголе, Вади-эс-Себуа, Тамите, Абдалла Нирки, Абу-Ода, Абд-эль-Гадира, Сонки Тино, Кулубнарти, Банганарти и Каср Ибриме.

## Техники живописи

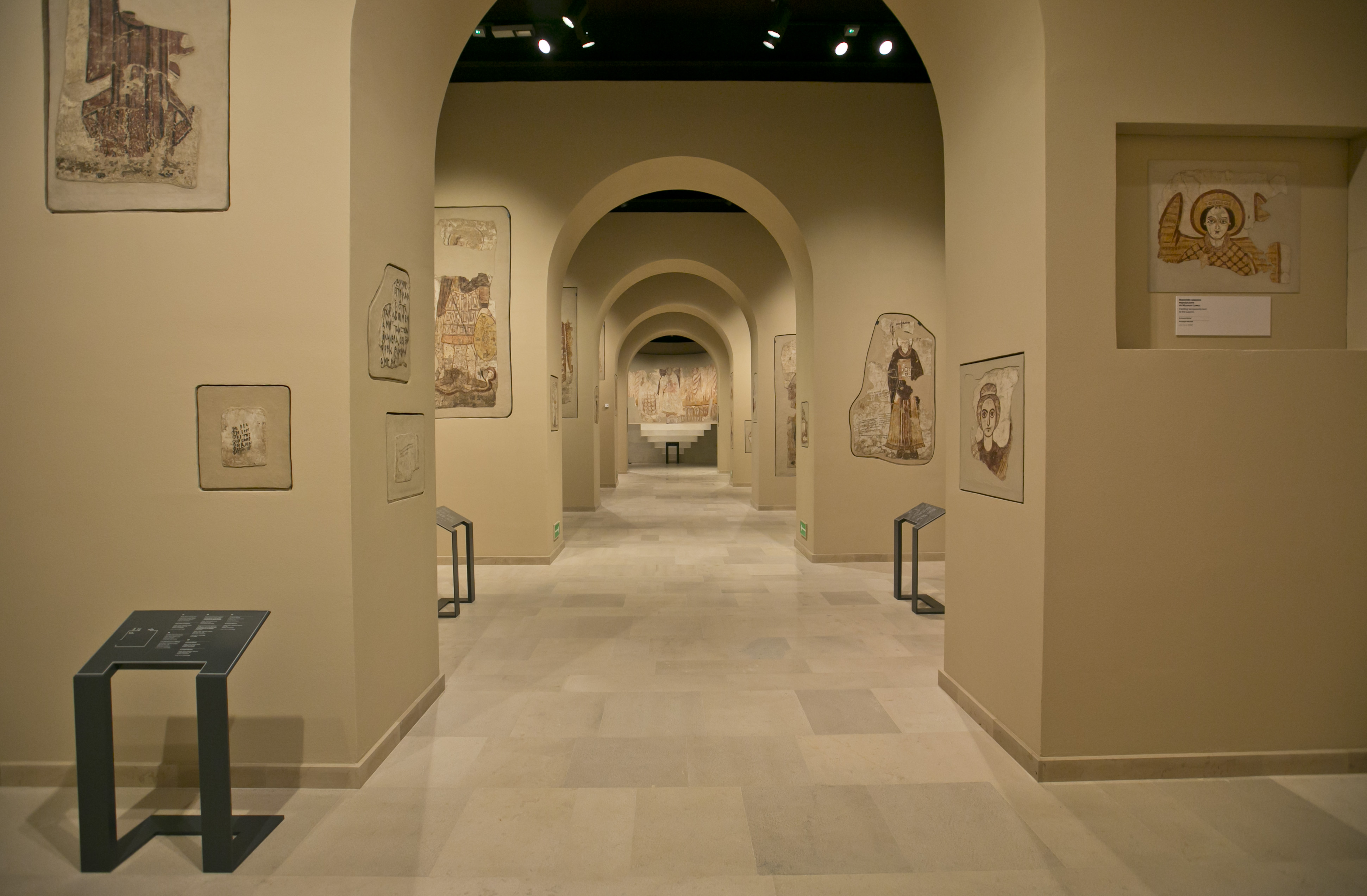
Перевезённые из Фараса стенописи после консервации представлены в Галерее Фарас. Экспозиция частично отображает их распределение в храме

Преобладающей техникой, используемой нубийцами, была техника настенной полихромии а секко. Краска наносилась непосредственно на стену без соединения пигментов с раствором. Используемые пигменты были природного происхождения, такие как оксиды железа, которые позволяли получить тёплый, желтовато-коричневый цвет, соединения меди, чтобы приобрести тёмно-коричневый, зелёный и чёрный цвета, драгоценные лазурит, из которого получали синий цвет.

## Иконографический репертуар
Первые стенописи рисовали в приспособленных к нуждам христианства языческих храмах, затем в христианских церквях и наконец в сакральных объектах, строившихся в VII веке. Форма базилики, характерная для новостроек, оказала значительное влияние на развитие иконографии, которая в то же время находилась под сильным влиянием византийского искусства. Ведущим типом архитектуры стала уже (в ранний период) популярная во всем христианском мире базилика с тремя или пятью нефами, притворами с западной стороны и часто с лестницей с юго-западной стороны, и полукруглым пресвитерием с восточной стороны. Апсида была окружена ризницей, как правило, в сочетании с узким проходом. К нефам примыкали капеллы, посвящённые святым или фундаторам храма. Вторым видом храмов, обычно встречающихся в крупных центрах, являются постройки, имеющие в плане крест. Украшение церквей была тесно связано с архитектурными формами и литургической традицией, следовательно, конкретные виды изображений имеют постоянное место в разных частях храма.
Христианская нубийская живопись в ранний период характеризовалась небольшим интересом к теологическим циклам из Нового или Ветхого Завета. Сцены из Священного Писания довольно случайны. Гораздо более популярными были одиночные, фронтальные представления Христа, Девы Марии, ангелов и архангелов, святых и фундаторов. Незначительное число сцен из Ветхого и Нового Завета приходится на классический период, то есть приблизительно от X века. Представлены на них Крещение Христа, история Валаама, исцеление слепого в купальне Силоам. Кроме того, в Фарасе и Старой Донголе найдены циклы повествования. Очень популярны в раннем и более интенсивно в классическом периоде, изображения нубийских покровителей, мирян, которые отдают себя под опеку святого.
Доминирующие иконографические типы — догматические и литургические — появляются в Нубии под влиянием искусства из Египта. Кроме того, только в Нубии и Египте в композициях присутствовали иконографические представления двух типов, разделённые декоративным поясом (цоколем).

## Виды изображений
На своде апсиды находится изображение типа Христос во Славе (Maiestas Domini). Это икона глубокого богословского содержания, основанного на вере в теофанию и присутствие Христа в Евхаристии. В данный иконографический вариант вошёл крест — Христос представлен в центре креста (Величие Креста, Maiestas Crucis), с четырёх сторон окружён четырьмя живыми существами. Часто под ликом Христа размещали изображение Богоматери на троне или стоящей в окружении апостолов, иногда — по типу Одигитрия. В пристройках с юго-западной стороны (в случае монастыря в Донголе) находилось изображение Мадонны с младенцем в типе Одигитрия или Млекопитательница, в северной части храма — рождественские сцены, в южном секторе церкви — представление трёх отроков в раскаленной печи.
На стенных росписях, где представлены нубийские покровители, миряне, которые отдают себя под опеку святого, изображаемые одеты празднично и богато и держат знаки своей власти. За спиной находится их небесный покровитель или ангел с руками на плечах опекаемого. Фигура протектора обычно больше по размеру.
Портреты царей размещали в святилище и юго-западной или восточной части и наоса. Царские матери и сёстры изображались в сценах протекции. Возле них присутствуют архангелы и часто — Дева Мария типа Млекопитательница. Это местный иконографический вид, связанный с династической политикой: в Нубии трон наследовал сын сестры правящего царя, поэтому его сестру называли царской матерью.
В основном в ризнице или в юго-западной части наоса были представлены портреты епископов. Среди изображений святых встречаются апостолы, мученики, девы, воины и отшельники. Святые воины представлены со свои атрибутами, к примеру, рептилии как персонификация зла, оружие (копьё) как ранг в обществе, характерно отсутствие нимба, некоторые показаны на лошадях (Фарас, Абд-эль Гадир, Абдалла Нирки). Отшельники часто представлены на картинах с элементами ландшафта и также имеют свои атрибуты: сосуд с водой, саква, верёвка.
Уникальным видом являются сцены оплакивания мёртвых — две были обнаружены в Донголе. В обеих умерший лежит на носилках (голый или одетый), над ним наклоняется ангел. Сцены вдохновлены иконографией Успения Богородицы, популярной в византийском искусстве с XI века.

## Артистическая форма
Изучение нубийской христианской живописи ограничено из-за плохого состояния объектов. Живопись характеризуется простой, строгой, геометрической формой. Фигуры представлены в торжественных, ровных, фронтальных позициях. Лица нарисованы симметрично и схематически. Глаза, нос и уши ненатурально увеличены. Как правило, фон гладкий и простой, нет эффекта horror vacui. Иногда только фон усиливается фрагментами пейзажа или архитектурных элементов. Картины характеризуются наличием чётких контуров, применением плоских цветовых пятен, лишением элементов моделирования плоскости, дающего впечатление трёхмерности. Состояние объектов указывает на скудную цветовую палитру, мало разнообразную даже в пределах одного цвета. Доминирует землистый тон, реже появляются белые или фиолетовые тона и спорадически — оттенки зелёного цвета. Проблематично установить, была ли цветовая гамма шире.
Форма живописи вневременного характера, однозначно передаёт религиозное содержание, сохраняя при этом скромные средства выражения. Вне зависимости от различий между фазами христианской нубийской живописи есть наличие общих формальных признаков, что позволило сохранить византийскую конвенцию в местном искусстве.

## Художники
Имена художников неизвестны. Нубийское искусство, как и византийское, было коллективным и анонимным. Вероятно, в начале развития живописи это были египетские монахи, со временем, возможно, навыки приобрели также местные художники, которые создавали свои собственные мастерские.